# 高百年
高 百年（こう はくねん、? - 564年）は、北斉の皇太子。楽陵王。北斉の孝昭帝高演の子。

## 経歴
常山王高演と王妃元氏の間の子として生まれた。常山王世子として散騎常侍を初官とした。560年、高演が北斉の皇帝として即位すると、皇太后婁氏の令により百年は皇太子に立てられた。561年、孝昭帝が死の床につくと、弟の高湛（武成帝）に帝位を譲り、百年の後事を託した。百年は楽陵王に封ぜられた。564年5月、白虹が太陽を二重に囲んだ。また赤い星が見え、武成帝が盆にたたえた水に星影を映すと、一夜で盆は壊れてしまった。武成帝は不吉の予兆を感じて、百年を排除しようと考えた。ときに博陵の賈徳冑が百年に書を教えていたので、百年に「勅」の字を教えて書かせ、賈徳冑はそれを封じて武成帝のもとに届けた。武成帝は激怒して、百年を召し出した。百年は罪を免れないと知って、妃の斛律氏（斛律光の娘）に帯留めを割って与えた。玄都苑の涼風堂で武成帝に会うと、百年の書いた「勅」の字を示された。帝の側近たちに乱打され、引きずられて逃げようとするところをまた打たれ、あたりは血にまみれた。息も絶え絶えに「お助けを、阿叔とともに奴とならん」と懇願したが、ついに斬られた。遺体は池に棄てられ、池の水は赤く染まった。諡は良懐王といった。
百年が殺害されると、妃の斛律氏は号泣して絶食し、1カ月あまりしてまた死去した。享年14であった。
襄城王高亮の子の高白沢が楽陵王の爵位を嗣いだ。

## 伝記資料
- 『北斉書』巻十二 列伝第四 孝昭六王
- 『北史』巻五十二 列伝第四十 斉宗室諸王下
- 斉故楽陵王墓誌之銘（高百年墓誌）
- 斉故楽陵王妃斛律氏墓誌銘（斛律氏墓誌）